# Kamienica przy Rynku 17 w Tarnowskich Górach (budynek północny)
Kamienica przy Rynku 17 w Tarnowskich Górach (budynek północny) – kamienica wybudowana najprawdopodobniej w II połowie XVI wieku, znajdująca się pod numerem 17 przy Rynku w Tarnowskich Górach, wpisana do rejestru zabytków nieruchomych województwa śląskiego.
Budynek należy do zespołu kamienic podcieniowych, które zajmują południową część zachodniej pierzei tarnogórskiego Rynku oraz początkowy odcinek ulicy Gliwickiej. Współcześnie obiekt funkcjonalnie związany jest z sąsiednią kamienicą, również zajmującą parcelę pod numerem 17, pierwotnie jednak obie części funkcjonowały oddzielnie, o czym świadczy odmienna bryła budynków oraz ślady istnienia dwóch niezależnych klatek schodowych.
Pierwszym znanym z nazwiska właścicielem kamienicy był Andreas Olofsson, od połowy XVIII wieku do końca XIX wieku budynek należał zaś do Böhmów. Bryła obiektu pozostała niezmieniona od XVIII wieku, zachowały się sklepienia kolebkowo-krzyżowe i żaglaste, choć drobne przebudowy miały miejsce m.in. w latach 1889 i 1915. W 1950 roku kamienica po raz pierwszy została wpisana do rejestru zabytków (województwa śląsko-dąbrowskiego), a w kwietniu 1966 roku wpisano ją do rejestru zabytków województwa katowickiego.

## Historia

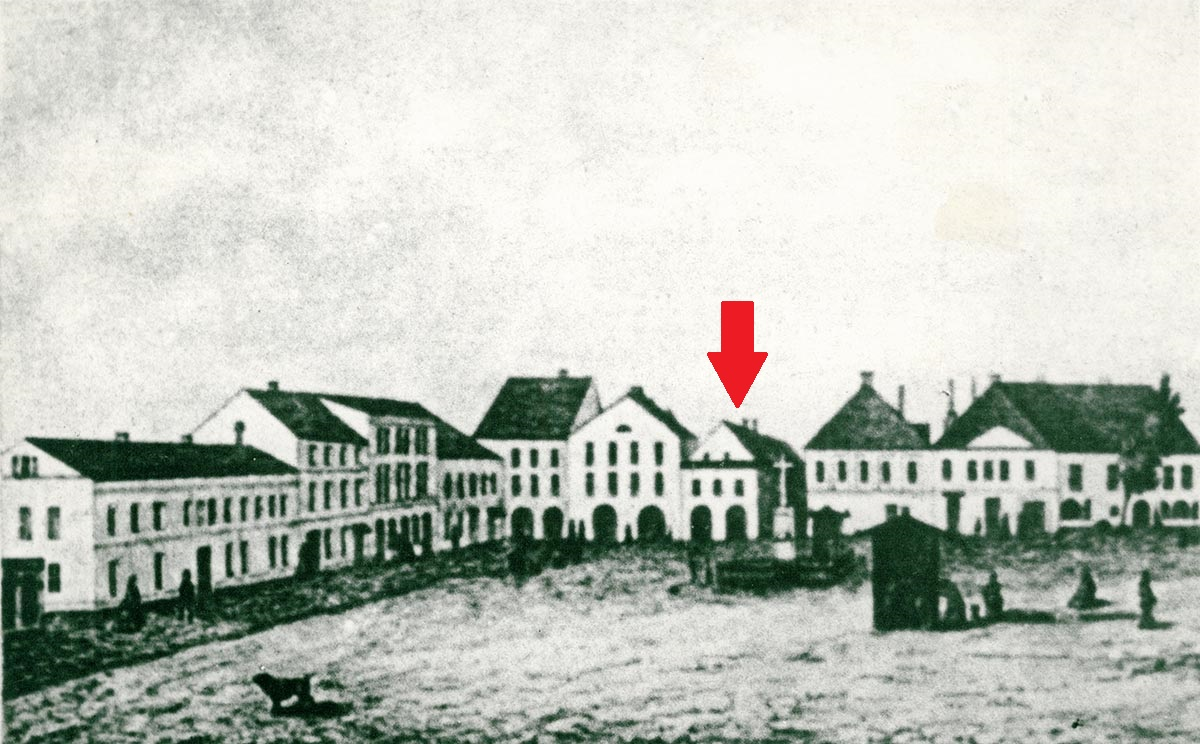
Południowa i zachodnia pierzeja tarnogórskiego rynku ok. 1860–1870. Dom pod numerem 17 oznaczony czerwoną strzałką

Budynek znajduje się w południowej części zachodniej pierzei tarnogórskiego Rynku. Podobnie jak sąsiednie budynki, wybudowany został w XVI wieku – prawdopodobnie w drugiej jego połowie  – i należy do zespołu kamienic podcieniowych, który obejmuje budynki przy ul. Gliwickiej 1, 3 i 5 oraz przy Rynku 18 i 17 (budynek północny i południowy), a kiedyś także 16 i 15.
Nie jest znany inwestor, architekt, budowniczy, ani dokładna data wzniesienia kamienicy. Poczet jej właścicieli zaczyna się od wzmiankowanego w 1670 roku Andreasa Olofssona, potomka szwedzkiego oficera, który osiadł po wojnie trzydziestoletniej w Tarnowskich Górach jako kupiec. W latach 1673–1676 jako właścicielka budynku figuruje już jego żona, Anna Olofssonowa z domu Weißheitt. Budynek prawdopodobnie uległ zniszczeniu podczas wielkiego pożaru miasta w 1701 roku, choć nie wiadomo, w jakim stopniu ucierpiał .
Dom był jednym z budynków, które spłonęły w pożarze miasta w 1746 roku. Kataster z tego roku jako właścicielkę obiektu wymienia wdowę Scultetus, której pierwszym mężem był Matthias Olofsson, syn Andreasa. Wartość budynku w tym okresie wynosiła 570 talarów. W kolejnym katastrze, z 1765 roku, właścicielem budynku jest urodzony w Brzegu handlarz suknem Johann Gottlieb Böhm, prywatnie wnuk Anny Evy Scultetus. Jego pierwszą żoną była Theofila Carolina Petrasch, córka byłego burmistrza miasta, Bernarda Petrascha, która zmarła jednak młodo, a kolejną żoną Böhma została znacznie od niego młodsza Magdalene Dull. Po śmierci męża była ona właścicielką kamienicy w latach 1799–1818, a następnie w latach 1818–1861 dom należał do ich wnuka, Gustava Böhma. W latach 1765–1840 wartość katastralna domu wynosiła 672–660 talarów.
Gustav był człowiekiem przedsiębiorczym, który pomnożył znacząco rodzinny kapitał (m.in. w 1843 roku nabył on sąsiednią kamienicę). Był również aktywny społecznie; należał do Bractwa Strzeleckiego, wrocławskiej loży wolnomularskiej „Horus” i tarnogórskiej „Silberfels”, był radnym, a następnie starszym radnym miejskim (Stadtältester). 22 listopada 1821 roku ożenił się z Louise Wagner, która po jego śmierci stała się właścicielką obiektu. W latach 1889–1900 kamienica należała do syna Gustava i Louise, Ottona, który jako ostatni z rodziny Böhmów zajmował się handlem tkaninami. Również w 1889 roku przy bocznym skrzydle od strony dziedzińca zbudowano galeryjkę według projektu Adolfa Goerkego.
W książce adresowej z 1909 roku jako właściciel domu figuruje Benno Atzler, zaś w latach 1912–1915 kamienica należała do Spółki Handlu Ziemią Silesia z Bytomia (Grundstücksverwaltungsgesellschaft m.b.H in Beuthen). W 1915 roku przebudowano wnętrza oraz wzniesiono murowaną ścianę szczytową w miejsce prawdopodobnie drewnianej (projekt Pawlik & Co z Bytomia). Od 1925 do 1990 roku własność rodziny Balcerów .
12 marca 1950 roku obiekt po raz pierwszy wpisano do rejestru zabytków nieruchomych (wówczas województwa śląsko-dąbrowskiego), zaś 15 kwietnia 1966 roku kamienicę jako budynek mieszkalny I wpisano do rejestru zabytków województwa katowickiego pod numerem 613/66  . W 1991 roku przeprowadzono gruntowny remont budynku .
We wrześniu 2015 roku tuż przy kamienicy umieszczono jedną z serii figur tarnogórskich gwarków – rzeźbę autorstwa Norberta Jastalskiego.
Współcześnie w kamienicy mieści się m.in. cukiernia Danuta, natomiast jej XVI-wieczne piwnice zajmuje pub Beczka.

## Architektura
Budynek północny przy Rynku 17 wzniesiony jest na rzucie prostokąta, dwukondygnacyjny – piętrowy z wysokim poddaszem, kryty dwuspadowym dachem półszczytowym (naczółkowym) z kalenicą prostopadłą do pierzei rynku, o kącie nachylenia połaci wynoszącym 45° .
Elewacja obiektu jest trójosiowa, z wnęką z figurą św. Floriana w szczycie, dwoma okienkami po obu jej bokach oraz z podcieniem otwartym dwiema arkadami na parterze .
Wnętrze czterotraktowe, z sienią przelotową na parterze sklepioną krzyżowo-kolebkowo. Pomieszczenie na lewo od niej ma czteroprzęsłowe sklepienie żaglaste na gurtach.
Ściany parteru – zwłaszcza od strony ul. Przesmyk – są bardzo masywne, a łuki przy podłogach piwnic (z których część jest zasypana gruzem) mogą świadczyć o tym, że były one dwukondygnacyjne .

## Galeria

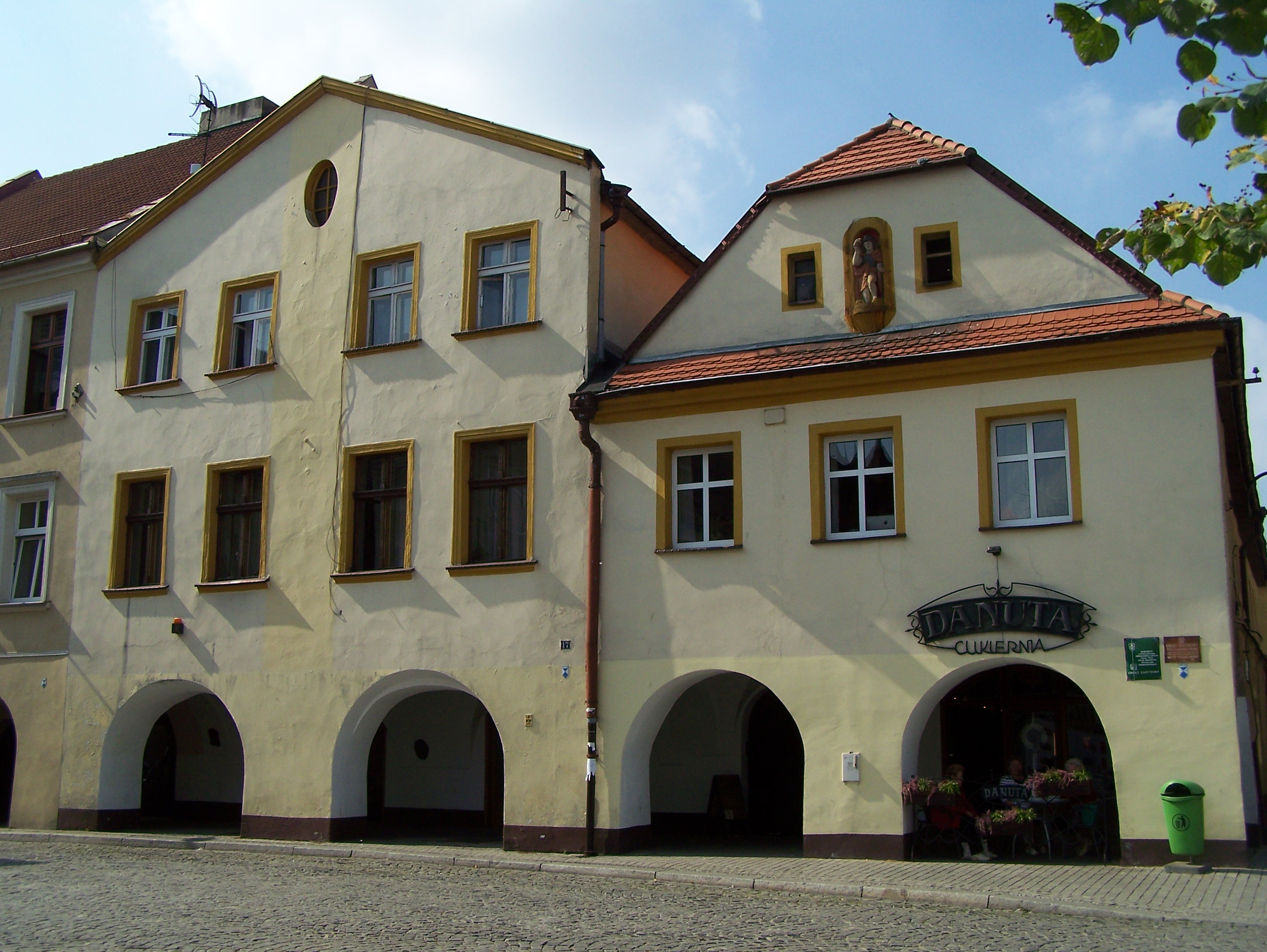
Kamienice pod nr. 17 przy Rynku w Tarnowskich Górach: budynek północny po prawej, budynek południowy po lewej (2012)
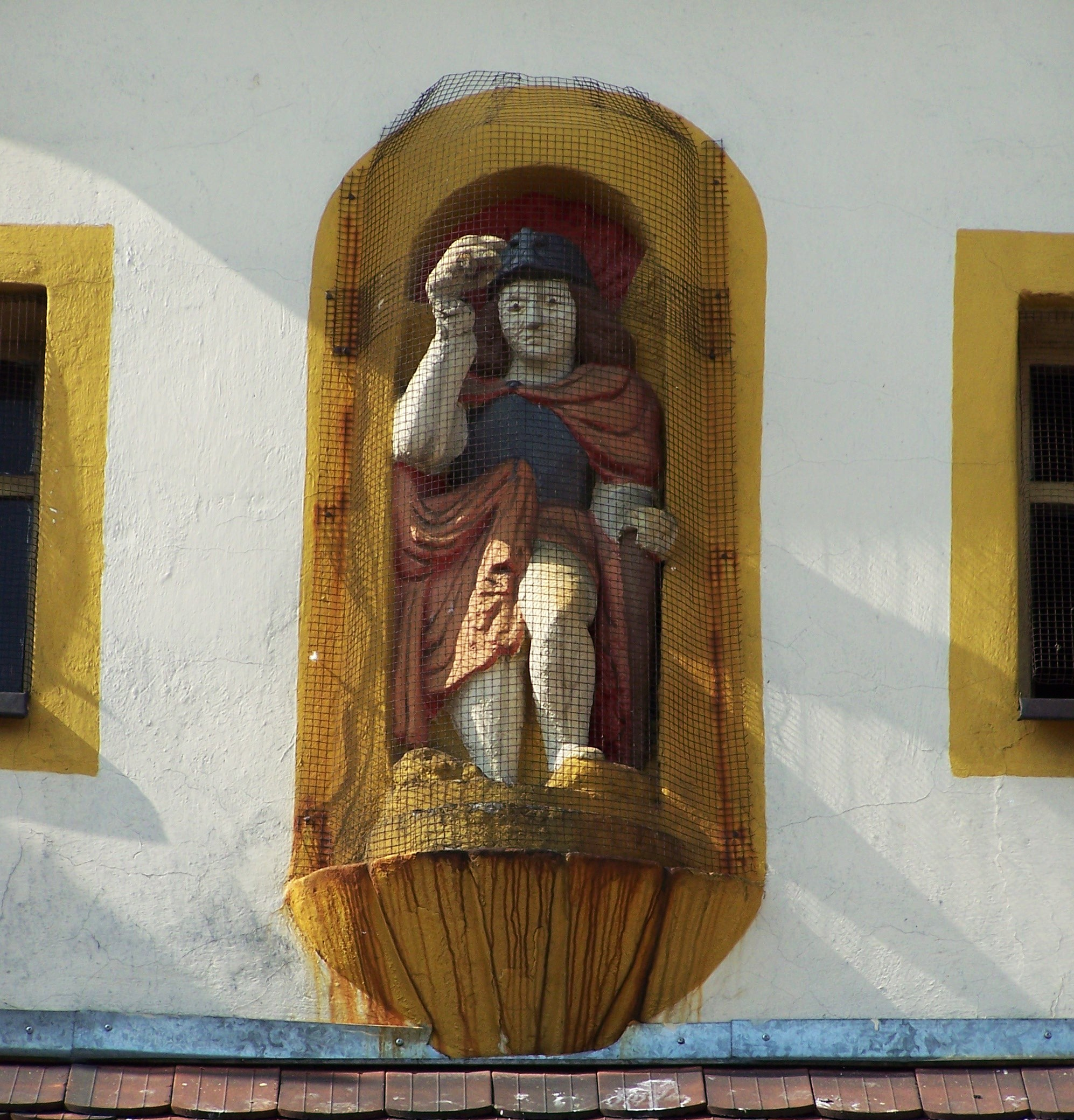
Figura św. Floriana w niszy na fasadzie kamienicy (2012)
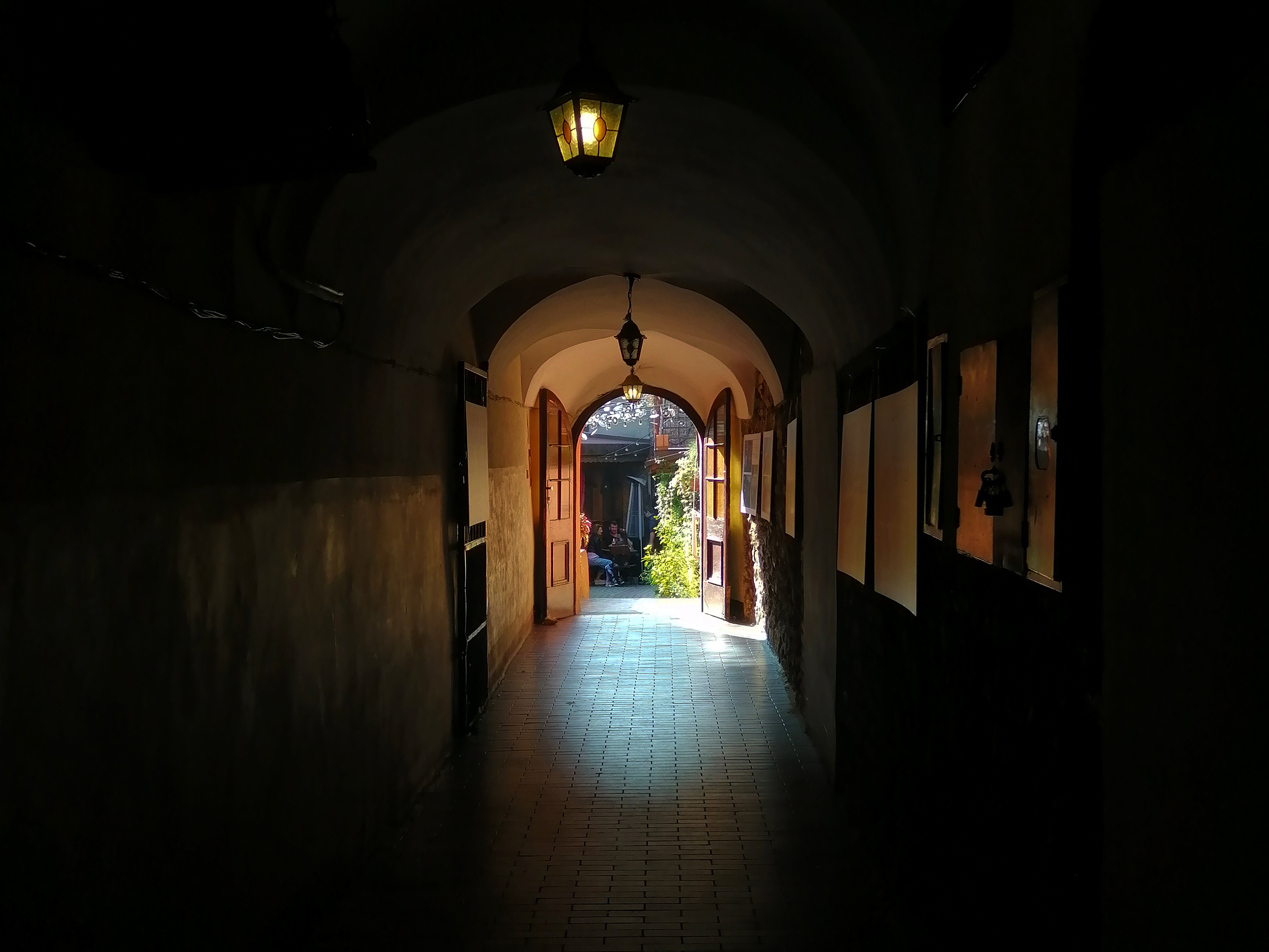
Sień kamienicy (2021)
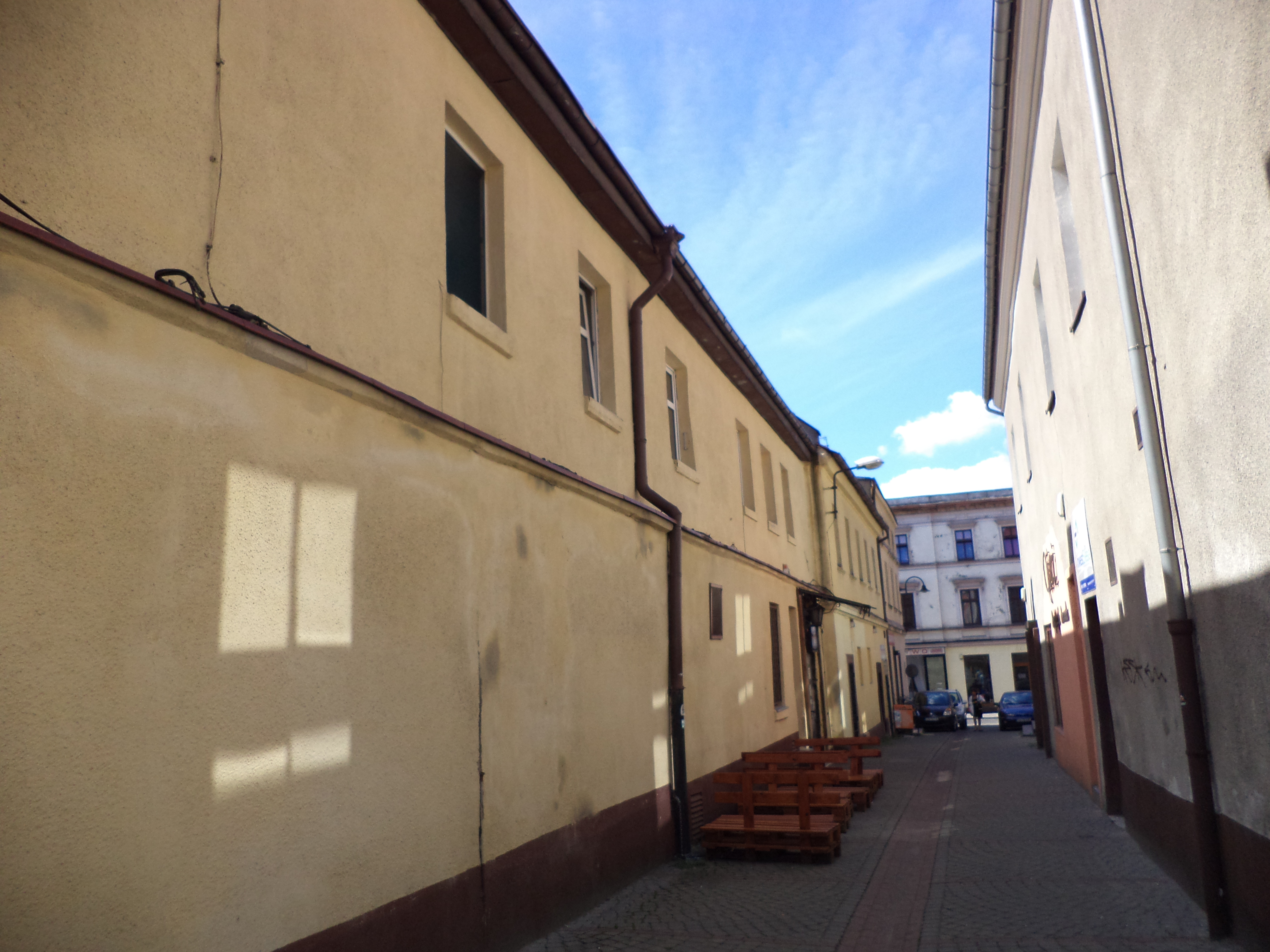
Północna elewacja budynku od strony ul. Przesmyk (2016)
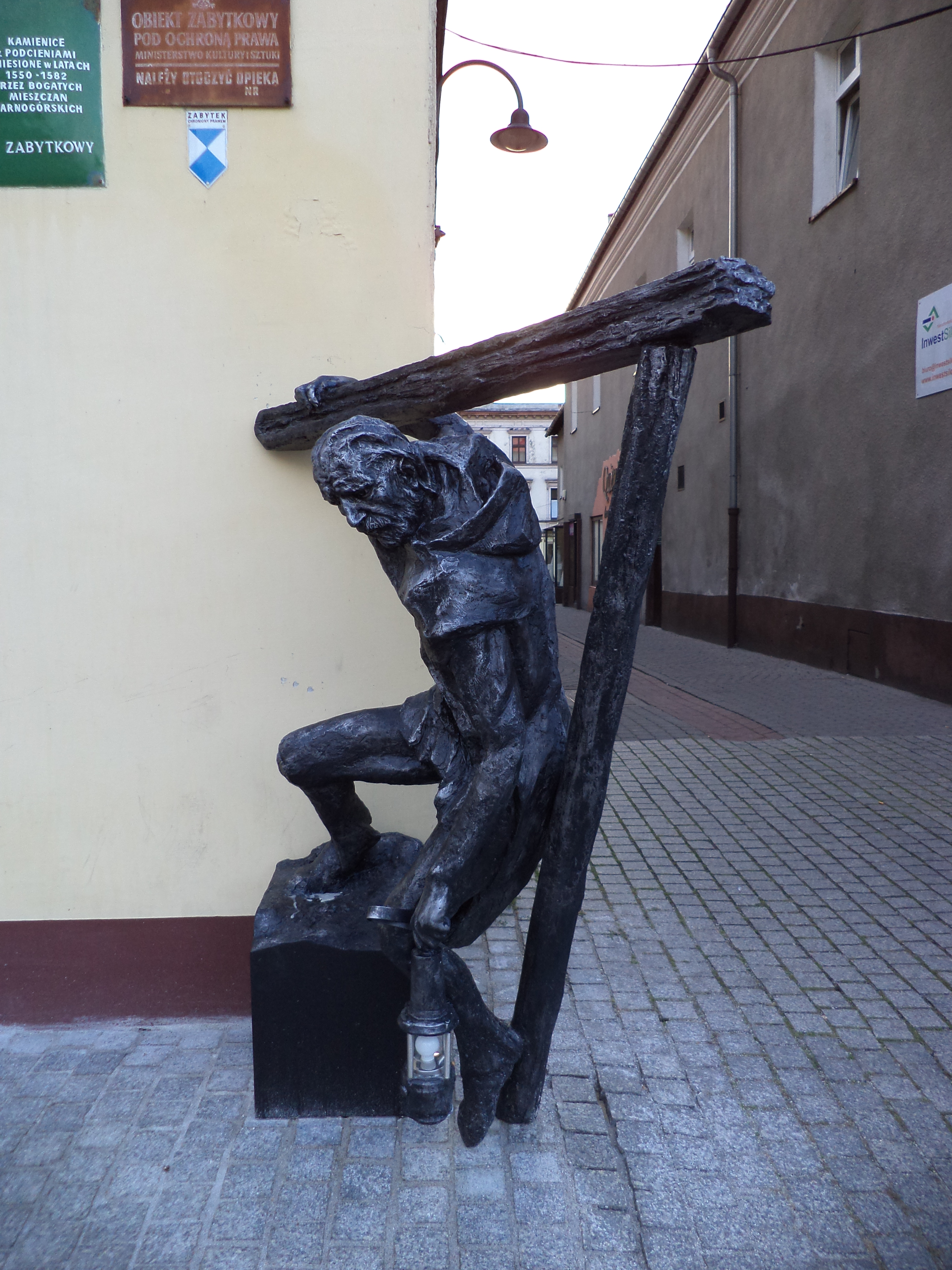
Rzeźba gwarka stojąca przy kamienicy Rynek 17 (I) (2015)